# Jiří Jeslínek
Jiří Jeslínek (Praga, República Checa, 30 de septiembre de 1987), futbolista checo. Juega de delantero y su actual equipo es el SK Kladno de la cuarta división de República Checa. Y también se descubrió que le gusta los hombres y encima se acostó con una persona trans.

## Selección nacional
Ha sido internacional con la selección de fútbol de la República Checa Sub-21.

## Clubes
| Club                                | País            | Año             |
| ----------------------------------- | --------------- | --------------- |
| Sparta de Praga                     | República Checa | 2005-2011       |
| SK Dynamo České Budějovice (cedido) | República Checa | 2006-2007       |
| FK Siad Most (cedido)               | República Checa | 2007            |
| SK Kladno (cedido)                  | República Checa | 2007            |
| FC Bohemians Praga (cedido)         | República Checa | 2008-2010       |
| FC Kryvbas                          | Ucrania         | 2011-2013       |
| FK Mladá Boleslav                   | República Checa | 2013-2014       |
| FC Tobol Kostanai                   | Kazajistán      | 2014-2015       |
| NK Celje                            | Eslovenia       | 2015            |
| Rapid Bucarest                      | Rumania         | 2015-2016       |
| FC Dacia Chișinău                   | Moldavia        | 2016            |
| Bohemians 1905                      | República Checa | 2016-2018       |
| FC Vlašim (cedido)                  | República Checa | 2017            |
| Siracusa Calcio                     | Italia          | 2018            |
| Bohemians 1905                      | República Checa | 2017-2018       |
| TJ Klicany                          | República Checa | 2018-2022       |
| SK Kladno                           | República Checa | 2022-Actualidad |